# Grand Prix Francji 1960
Grand Prix Francji 1960 (oryg. Grand Prix de l’ACF) – 6. runda Mistrzostw Świata Formuły 1 w sezonie 1960, która odbyła się 3 lipca 1960 po raz 8. na torze Reims-Gueux.
46. Grand Prix Francji, 10. zaliczane do Mistrzostw Świata Formuły 1.

## Wyniki

### Kwalifikacje
Źródło: statsf1.com
| P  | Nr | Kierowca            | Konstruktor(-silnik) | Opony | Czas   | Odstęp | Strata |
| -- | -- | ------------------- | -------------------- | ----- | ------ | ------ | ------ |
| 1  | 16 | Jack Brabham        | Cooper-Climax        | D     | 2:16,8 | –      | –      |
| 2  | 2  | Phil Hill           | Ferrari              | D     | 2:18,2 | +1,4   | +1,4   |
| 3  | 12 | Graham Hill         | BRM                  | D     | 2:18,4 | +0,2   | +1,6   |
| 4  | 20 | Innes Ireland       | Lotus-Climax         | D     | 2:18,5 | +0,1   | +1,7   |
| 5  | 6  | Willy Mairesse      | Ferrari              | D     | 2:19,3 | +0,8   | +2,5   |
| 6  | 4  | Wolfgang von Trips  | Ferrari              | D     | 2:19,4 | +0,1   | +2,6   |
| 7  | 10 | Dan Gurney          | BRM                  | D     | 2:19,4 | +0,0   | +2,6   |
| 8  | 22 | Ron Flockhart       | Lotus-Climax         | D     | 2:19,5 | +0,1   | +2,7   |
| 9  | 18 | Bruce McLaren       | Cooper-Climax        | D     | 2:19,6 | +0,1   | +2,8   |
| 10 | 8  | Jo Bonnier          | BRM                  | D     | 2:19,8 | +0,2   | +3,0   |
| 11 | 44 | Olivier Gendebien   | Cooper-Climax        | D     | 2:20,1 | +0,3   | +3,3   |
| 12 | 24 | Jim Clark           | Lotus-Climax         | D     | 2:20,3 | +0,2   | +3,5   |
| 13 | 46 | Henry Taylor        | Cooper-Climax        | D     | 2:22,8 | +2,5   | +6,0   |
| 14 | 14 | Tony Brooks         | Vanwall              | D     | 2:23,3 | +0,5   | +6,5   |
| 15 | 36 | Lucien Bianchi      | Cooper-Climax        | D     | 2:23,6 | +0,3   | +6,8   |
| 15 | 48 | Bruce Halford       | Cooper-Climax        | D     | 2:23,6 | +0,0   | +6,8   |
| 17 | 40 | Masten Gregory      | Cooper-Maserati      | D     | 2:24,3 | +0,7   | +7,5   |
| 18 | 38 | Maurice Trintignant | Cooper-Maserati      | D     | 2:24,7 | +0,4   | +7,9   |
| 19 | 30 | Gino Munaron        | Cooper-Castellotti   | D     | 2:31,3 | +6,6   | +14,5  |
| 20 | 28 | Richie Ginther      | Scarab               | D     | 2:31,4 | +0,1   | +14,6  |
| 21 | 34 | David Piper         | Lotus-Climax         | D     | 2:32,0 | +0,6   | +15,2  |
| 22 | 42 | Ian Burgess         | Cooper-Maserati      | D     | 2:36,7 | +4,7   | +19,9  |
| 23 | 26 | Chuck Daigh         | Scarab               | D     | 2:46,1 | +9,4   | +29,3  |
| P  | Nr | Kierowca            | Konstruktor(-silnik) | Opony | Czas   | Odstęp | Strata |

### Wyścig
Źródła: statsf1.com
| P                                                     | + / –     | Nr | Kierowca            | Konstruktor        | Opony | Okr. | Czas / Strata | Komentarz            |
| ----------------------------------------------------- | --------- | -- | ------------------- | ------------------ | ----- | ---- | ------------- | -------------------- |
| 1                                                     | Bez zmian | 16 | Jack Brabham        | Cooper-Climax      | D     | 50   | 1:57:24,9     |                      |
| 2                                                     | 9         | 44 | Olivier Gendebien   | Cooper-Climax      | D     | 50   | +48,3         |                      |
| 3                                                     | 6         | 18 | Bruce McLaren       | Cooper-Climax      | D     | 50   | +51,9         |                      |
| 4                                                     | 9         | 46 | Henry Taylor        | Cooper-Climax      | D     | 49   | +1 okr.       |                      |
| 5                                                     | 7         | 24 | Jim Clark           | Lotus-Climax       | D     | 49   | +1 okr.       |                      |
| 6                                                     | 2         | 22 | Ron Flockhart       | Lotus-Climax       | D     | 49   | +1 okr.       |                      |
| 7                                                     | 3         | 20 | Innes Ireland       | Lotus-Climax       | D     | 43   | +7 okr.       |                      |
| 8                                                     | 7         | 48 | Bruce Halford       | Cooper-Climax      | D     | 40   | +10 okr.      | silnik               |
| 9                                                     | 8         | 40 | Masten Gregory      | Cooper-Maserati    | D     | 37   | +13 okr.      |                      |
| 10                                                    | 12        | 42 | Ian Burgess         | Cooper-Maserati    | D     | 36   | +14 okr.      |                      |
| 11                                                    | 5         | 4  | Wolfgang von Trips  | Ferrari            | D     | 30   | +20 okr.      | przekładnia          |
| 12                                                    | 10        | 2  | Phil Hill           | Ferrari            | D     | 29   | +21 okr.      | przekładnia          |
| Niesklasyfikowani                                     |           |    |                     |                    |       |      |               |                      |
|                                                       |           | 8  | Jo Bonnier          | BRM                | D     | 22   | +28 okr.      | silnik               |
|                                                       |           | 36 | Lucien Bianchi      | Cooper-Climax      | D     | 18   | +32 okr.      | przekładnia          |
|                                                       |           | 10 | Dan Gurney          | BRM                | D     | 17   | +33 okr.      | silnik               |
|                                                       |           | 30 | Gino Munaron        | Cooper-Castellotti | D     | 16   | +34 okr.      | przekładnia          |
|                                                       |           | 6  | Willy Mairesse      | Ferrari            | D     | 14   | +36 okr.      | przekładnia          |
|                                                       |           | 14 | Tony Brooks         | Vanwall            | D     | 7    | +43 okr.      | wibracje             |
|                                                       |           | 38 | Maurice Trintignant | Cooper-Maserati    | D     | 0    | +50 okr.      | wypadek              |
|                                                       |           | 12 | Graham Hill         | BRM                | D     | 0    | +50 okr.      | wypadek              |
| Nie wystartowali / niedopuszczeni do ponownego startu |           |    |                     |                    |       |      |               |                      |
|                                                       |           | 28 | Richie Ginther      | Scarab             | D     | 0    |               | silnik               |
|                                                       |           | 34 | David Piper         | Lotus-Climax       | D     | 0    |               | silnik               |
|                                                       |           | 26 | Chuck Daigh         | Scarab             | D     | 0    |               | silnik               |
|                                                       |           | 32 | Giorgio Scarlatti   | Cooper-Castellotti | D     | 0    |               | samochód niedostępny |
| P                                                     | + / –     | Nr | Kierowca            | Konstruktor        | Opony | Okr. | Czas / Strata | Komentarz            |

### Najszybsze okrążenie
Źródło: statsf1.com
| Nr | Kierowca     | Konstruktor   | Czas   | Okr. |
| -- | ------------ | ------------- | ------ | ---- |
| 16 | Jack Brabham | Cooper-Climax | 2:17,5 | 25   |

### Prowadzenie w wyścigu
Źródło: statsf1.com
| Nr                              | Kierowca     | Konstruktor   | Okrążenia                      | Suma |
| ------------------------------- | ------------ | ------------- | ------------------------------ | ---- |
| 16                              | Jack Brabham | Cooper-Climax | 1-3, 5, 7, 9-10, 12, 14, 18-50 | 42   |
| 2                               | Phil Hill    | Ferrari       | 4, 6, 8, 11, 13, 15-17         | 8    |
| \| Wykres \| \| ------ \| \| \| |              |               |                                |      |
| Wykres                          |              |               |                                |      |
|                                 |              |               |                                |      |

## Klasyfikacja po wyścigu
Pierwsza szóstka otrzymywała punkty według klucza 8-6-4-3-2-1. Liczone było tylko 6 najlepszych wyścigów danego kierowcy. W przypadku współdzielonej jazdy, punktów nie przyznawano. W nawiasach podano wszystkie zebrane punkty, nie uwzględniając zasady najlepszych wyścigów.
Uwzględniono tylko kierowców, którzy zdobyli jakiekolwiek punkty
| P  | +/− | Kierowca           | Starty | Punkty | P1 | P2 | P3 | PP | NO | NS |
| -- | --- | ------------------ | ------ | ------ | -- | -- | -- | -- | -- | -- |
| 1  | +1  | Jack Brabham       | 5      | 24     | 3  | –  | –  | 2  | 2  | 2  |
| 2  | −1  | Bruce McLaren      | 5      | 24     | 1  | 2  | 1  | –  | 1  | 1  |
| 3  | 0   | Stirling Moss      | 3      | 11     | 1  | –  | 1  | 3  | 2  | –  |
| 4  | +6  | Olivier Gendebien  | 2      | 10     | –  | 1  | 1  | –  | –  | –  |
| 5  | −1  | Jim Rathmann       | 1      | 8      | 1  | –  | –  | –  | 1  | –  |
| 6  | −1  | Innes Ireland      | 5      | 7      | –  | 1  | –  | –  | 1  | 1  |
| 7  | −1  | Phil Hill          | 5      | 7      | –  | –  | 1  | –  | 1  | 1  |
| 8  | −1  | Cliff Allison      | 1      | 6      | –  | 1  | –  | –  | –  | –  |
| 8  | −1  | Rodger Ward        | 1      | 6      | –  | 1  | –  | –  | –  | –  |
| 10 | −1  | Graham Hill        | 5      | 4      | –  | –  | 1  | –  | –  | 3  |
| 11 | −1  | Paul Goldsmith     | 1      | 4      | –  | –  | 1  | –  | –  | –  |
| 12 | 0   | Wolfgang von Trips | 5      | 4      | –  | –  | –  | –  | –  | 1  |
| 13 | +4  | Jim Clark          | 3      | 4      | –  | –  | –  | –  | –  | 1  |
| 14 | N   | Henry Taylor       | 2      | 3      | –  | –  | –  | –  | –  | –  |
| 15 | −2  | Tony Brooks        | 4      | 3      | –  | –  | –  | –  | –  | 3  |
| 16 | −2  | Don Branson        | 1      | 3      | –  | –  | –  | –  | –  | –  |
| 16 | −2  | Carlos Menditeguy  | 1      | 3      | –  | –  | –  | –  | –  | –  |
| 18 | −2  | Jo Bonnier         | 5      | 2      | –  | –  | –  | –  | –  | 3  |
| 19 | −1  | Johnny Thomson     | 1      | 2      | –  | –  | –  | –  | –  | –  |
| 20 | −1  | Richie Ginther     | 2      | 2      | –  | –  | –  | –  | –  | –  |
| 21 | −1  | Lucien Bianchi     | 2      | 1      | –  | –  | –  | –  | –  | 1  |
| 22 | N   | Ron Flockhart      | 1      | 1      | –  | –  | –  | –  | –  | –  |
| 22 | −2  | Eddie Johnson      | 1      | 1      | –  | –  | –  | –  | –  | –  |
| P  | +/− | Kierowca           | Starty | Punkty | P1 | P2 | P3 | PP | NO | NS |

### Konstruktorzy
Tylko jeden, najwyżej uplasowany kierowca danego konstruktora, zdobywał dla niego punkty. Również do klasyfikacji zaliczano 6 najlepszych wyników.
| P                 | +/− | Konstruktor        | Starty | Punkty | P1 | P2 | P3 | PP | NO | NS |
| ----------------- | --- | ------------------ | ------ | ------ | -- | -- | -- | -- | -- | -- |
| 1                 | 0   | Cooper-Climax      | 28     | 38     | 4  | 3  | 4  | 3  | 4  | 12 |
| 2                 | 0   | Lotus-Climax       | 17     | 19     | 1  | 1  | –  | 2  | 2  | 7  |
| 3                 | 0   | Ferrari            | 16     | 15     | –  | 1  | 1  | –  | 1  | 4  |
| 4                 | 0   | BRM                | 14     | 6      | –  | –  | 1  | –  | –  | 10 |
| 5                 | 0   | Cooper-Maserati    | 7      | 3      | –  | –  | –  | –  | –  | 3  |
| Niesklasyfikowani |     |                    |        |        |    |    |    |    |    |    |
|                   |     | Behra-Porsche      | 1      | 0      | –  | –  | –  | –  | –  | –  |
|                   |     | Maserati           | 5      | 0      | –  | –  | –  | –  | –  | 3  |
|                   |     | Scarab             | 2      | 0      | –  | –  | –  | –  | –  | 2  |
|                   |     | Cooper-Castellotti | 1      | 0      | –  | –  | –  | –  | –  | 1  |
|                   |     | Aston Martin       | 0      | 0      | –  | –  | –  | –  | –  | –  |
|                   |     | Vanwall            | 1      | 0      | –  | –  | –  | –  | –  | 1  |
|                   |     | JBW-Maserati       | 0      | 0      | –  | –  | –  | –  | –  | –  |
| P                 | +/− | Kierowca           | Starty | Punkty | P1 | P2 | P3 | PP | NO | NS |